# Catathelasma imperiale
Catathelasma imperiale é uma espécie do gênero fúngico Catathelasma que pertence à família Tricholomataceae, da ordem Agaricales. Ela é encontrada na América do Norte e Europa.

## Descrição
A descrição a seguir combina várias referências:
- Píleo: 8 - 40 cm, castanho alaranjado a castanho avelã, com manchas mais escuras. Muitas vezes permanecendo fechado com uma forma de cúpula, mas às vezes se expandindo e finalmente deprimido.
- Lamelas: esbranquiçadas, recorrentes, cheias, às vezes bifurcadas.
- Estipe: marrom pálido com dois anéis. Afunilando abaixo, muitas vezes parcialmente enterrado.
- Odor: De farinha,[3][5][6] pepino[4][8] ou de melão pele não maduro.[7]
- Esporos: Branco (em massa), 10 - 15 x 5 - 6 µm,[6] amiloide suave, em forma de fuso.
- Habitat: Sob coníferas, especialmente pinheiros e abetos, em regiões montanhosas.

Algumas fontes europeias determinam o tamanho do píleo como até cerca de 20 cm, enquanto os norte-americanos indicam um tamanho de no máximo 40 cm.
O anel superior é derivado do véu parcial, que cobria a superfície inferior do píleo antes de abrir, enquanto o anel inferior mais fino formava, originalmente, parte do véu universal, que envolvia todo o cogumelo.

## Taxonomia e espécies similares
C. imperiale é a única espécie do gênero conhecida na Europa. Foi descrita pela primeira vez em 1845 por Fries, sob o nome Agaricus imperialis. Em 1872, Quélet classificou as espécies em Armillaria e, em 1922, o botânico austríaco Günther Beck von Mannagetta und Lerchenau inventou o gênero Biannularia para essa única espécie, tornando-a Biannularia imperialis. O gênero Catathelasma foi definido em 1910 por Ruth Ellen Harrison Lovejoy baseado na espécie americana C. evanescens e, por um tempo, os dois gêneros foram considerados separados (embora intimamente relacionados), como por exemplo em um artigo de 1936 de Rolf Singer. Alguns anos depois, em 1940, Singer uniu o gênero usando o nome de Lovejoy, que tinha precedência.
O epíteto " imperiale ", que significa "imperial", refere-se ao tamanho (às vezes) grande do cogumelo. O nome da espécie deve terminar em "-e", não "-é", pois o gênero é neutro.

## Geral
Na Europa, esta espécie tem algo de status icônico entre os micologistas como um impressionante e notável cogumelo para encontrar.
Ocorre no oeste da América do Norte e em vários países europeus (principalmente na Europa central), onde sua frequência varia de "bastante rara" a "rara".
C. imperiale é comestível, mas de carne dura. Dizem que é bom em conserva.